# Drużyna sportowa
Drużyna sportowa – zespół składający się z określonej liczby graczy w danej dyscyplinie sportowej.

## Liczba zawodników w drużynie w danych dyscyplinach sportowych
| Liczba graczy | Dyscyplina (dyscypliny)                                                     |
| ------------- | --------------------------------------------------------------------------- |
| 16            | Futbol australijski                                                         |
| 15            | Futbol gaelicki, hurling, rugby union                                       |
| 14            | Roller derby                                                                |
| 13            | Rugby league                                                                |
| 12            | Futbol kanadyjski, korfball, lacrosse kobiet                                |
| 11            | Futbol amerykański, bandy, krykiet, hokej na trawie, piłka nożna, speedball |
| 10            | Lacrosse mężczyzn, slow-pitch softball                                      |
| 9             | Baseball, fast-pitch softball                                               |
| 8             | Przeciąganie liny                                                           |
| 7             | Piłka ręczna, netball, piłka wodna, żużel, rugby sevens                     |
| 6             | Hokej na lodzie, unihokej, siatkówka                                        |
| 5             | Koszykówka, hokej na rolkach, futsal, piłka nożna plażowa                   |
| 4             | Polo, plażowa piłka ręczna                                                  |
| 3             | Petanka, gra prowansalska                                                   |
| 2             | Siatkówka plażowa                                                           |